# Paul Vario

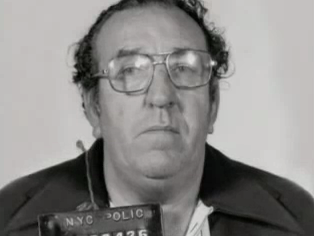
Gefängnis-Foto von Paul Vario

Paul „Paulie“ Vario (* 10. Juli 1914 in New York City; † 3. Mai 1988 in Fort Worth, Texas) war ein US-amerikanischer Mobster und Capo der Lucchese-Familie. Er wurde als einer der brutalsten Gangster New York Citys eingeschätzt.
In Deutschland wurde er 1990 durch den Film GoodFellas – Drei Jahrzehnte in der Mafia von Martin Scorsese bekannt, in dem er durch die Figur des Paul Cicero vertreten ist.

## Leben

### Karriere
Erste Kontakte zur La Cosa Nostra gehen in die 1920er Jahre zurück. Vario besaß einen Blumenladen in der Fulton Avenue in New York sowie eine Reihe anderer Unternehmen, darunter einen Autoschrottplatz und ein Bar-Restaurant.
Paul Vario galt als sehr vorsichtig bei Dingen, die seinen Namen erforderten. Er vermied es weitgehend, Telefongespräche selbst zu führen. Er benutzte niemals sein privates Telefon, nur öffentliche Münz- und Kartentelefone auf der Straße kamen für ihn in Frage. Auch sein Boot, das in der Sheepshead Bay, Brooklyn, ankerte, hatte keinen Namen. Er sprach nie laut über seine illegalen Geschäfte und Aufträge, sondern flüsterte es den Leuten direkt ins Ohr.
Auf dem Höhepunkt seiner kriminellen Karriere war er beteiligt an illegalen Glücksspielen, Wettgeschäften und Wuchergeschäften in ganz New York City und darüber hinaus. Vario arbeitete mit Giovanni „Johnny Dio“ Dioguardi zusammen, der Gewerkschaften unterwandert hatte. Paul Vario hatte erheblichen Einfluss auf die kriminellen Aktivitäten am Idlewild Airport, der 1963 in John F. Kennedy International Airport umbenannt wurde. 1967 hatten Henry Hill und Komplizen im Air-France-Raub über 400.000 Dollar erbeutet und Vario am Gewinn beteiligt.
1972 kam Vario für drei Jahre in Haft, nachdem die Polizei sechs Monate lang seine Zentrale abgehört und 54.000 Beweisfotos gesammelt hatte. Nach seiner Freilassung war seine vorherige Machtposition neu besetzt und eine Reihe seiner Geschäfte ruiniert. Der neue Boss Anthony Corallo hatte Salvatore „Tom Mix“ Santoro zum neuen Underboss ernannt. Vario organisierte daraufhin einen Drogen-Schmuggel aus Kolumbien, der aber durch einen Informanten aufflog. Die Ladung wurde beschlagnahmt.
Nach diesem Rückschlag plante Vario zusammen mit James Burke den sogenannten Lufthansa-Heist, wobei alleine seine Mittäter einen Gewinn von sechs Millionen Dollar erzielten. 1980 sagte Henry Hill vor Gericht als Pentito gegen Vario aus, da ihm eine enorme Strafe wegen Drogenhandel drohte und er damit außerdem gegen eine Anweisung von Vario verstoßen hatte. Zudem hatte das FBI Hill einen Mitschnitt von Burke präsentiert, indem offenbar sein Tod beschlossen wurde. Als Ergebnis weiterer dadurch ausgelöster Ermittlungen wurde Vario zu einer lebenslangen Haftstrafe verurteilt.

### Haft, Tod und Nachfolge
Paul Vario verbrachte den Rest seines Lebens in der Federal Correctional Institution von Fort Worth in Haft. Als er nachts leblos in seiner Zelle aufgefunden wurde, kam er ins St. Joseph Hospital, wo am 3. Mai 1988 um 5:04 Ortszeit sein Tod festgestellt wurde. Es kursiert auch der 22. November 1988 als Todestag von Paul Vario. Dieses Datum steht allerdings im Widerspruch zu seiner Todesmeldung in der New York Times vom 5. Mai 1988. Sein Körper wurde auf dem St. John’s Cemetery in Queens beigesetzt.
Die von ihm geleitete Vario-Crew wurde später von Alphonse D’Arco und Domenico „Danny“ Cutaia geführt.

## Familie
Vario hatte vier Brüder:
- Leonard Vario (1909–1981)
- Thomas Vario (1917–1984)
- Salvatore Vario (1919–1976)
- Vito „Tuddy“ Vario (20. Januar 1928 – 5. März 1988)

Zusammen mit seiner Frau Phyllis hinterließ er drei Söhne:
- Peter Vario
- Paul Vario, Jr.
- Leonard „Lenny“ Vario (21. März 1946 – 1973)

## Adaptionen
Paul Vario findet Erwähnung im Buch von Nicholas Pileggi: Der Mob von innen. Ein Mafioso packt aus, Berlin, Frankfurt/M.: Ullstein 1989, das dieser zusammen mit Henry Hill geschrieben hatte. Da das Drehbuch von Martin Scorseses Mafia-Drama GoodFellas – Drei Jahrzehnte in der Mafia aus dem Jahr 1990 auf diesem Buch basiert, soll die Filmfigur Paul Cicero ihm entsprechen. Im Film wird Vario als ruhig und besonnen dargestellt, während er den Erinnerungen Hills entsprechend brutal und aufbrausend gewesen sein soll.